# Сакиев, Шарипбай Кашкинбаевич
Шарипбай Кашкинбаевич Сакиев (20 декабря 1913, ныне посёлок Ровное Байзакского района Жамбылской области — 22 апреля 1989, Джамбул, Казахская ССР) — казахский советский актёр театра, народный артист Казахской ССР (1966); заслуженный артист Казахской ССР (1944).

## Биография
Происходит из рода жаныс племени дулат
Окончил режиссёрский факультет Ташкентского театрально-художественного института.
Шарипбай Сакиев являлся одним из основателей Джамбулского областного казахского театра драмы. Сценический путь он начал в 1936 году на сцене этого театра в роли Акана в комедии «Сноха» К. Кыркимбаева.
C 1947 года являлся членом КПСС. В 1958 году принял участие в Декаде казахской литературы и искусства в Москве.

## Творческая деятельность
Шарипбай Сакиев был актёром широкого диапазона и создал на театральной сцене ряд героических, драматических и комедийных ролей. Среди них наиболее известны: Кебек, Есен, Еспембет («Енлик — Кебек», «Ночные раскаты», «Каракипчак Кобланды» и «Айман Шолпан» М. О. Ауэзова), Кодар, Козы, Ахан, Амангельды («Козы Корпеш — Баян сулу», «Ахан сере — Актокты» и «Амангельды» Г. М. Мусрепова), Алдар Косе (в одноимённой комедии Ш. Хусаинова), Джангирхан («Исатай — Махамбет» М. Б. Ахинжанова), Касбулат («Буран» Т. Ахтанова), Абай (в одноимённой трагедии М. О. Ауэзова и Л. С. Соболева), Кадыркул («Бай и батрак» Х. Н. Хамзы), Акылбек («Судьба отцов» Б. Джакиева), Майрам («Песня Софьи» Р. В. Хубецевой и Г. Д. Хугаева), Ипполит, Дудукин («Не всё коту масленица» и «Без вины виноватые» А. Н. Островского), Скапен («Проделки Скапена» Ж. Б. Мольера), Труффальдино («Слуга двух господ» К. Гольдони) и другие.
Он также выступал в музыкальных спектаклях, занимался режиссурой.